# Dendrophthora cupulata
Dendrophthora cupulata là một loài thực vật có hoa trong họ Santalaceae. Loài này được (DC.) Eichler mô tả khoa học đầu tiên năm 1868.